# Margaret Seddon (attrice)
Margaret Seddon, nata Marguerite Hungerford Whiteley Sloan (Washington, 18 novembre 1872 – Filadelfia, 17 aprile 1968), è stata un'attrice statunitense.

## Biografia
Proveniente dal teatro e dal vaudeville, lavorò a lungo nel cinema come caratterista, ricoprendo ruoli materni o, spesso, legati all'ambiente familiare. Girò il suo primo film a metà degli anni dieci del Novecento affrontando poi, senza problemi alla fine degli anni venti, il passaggio dal muto al sonoro. Fece la sua ultima apparizione sullo schermo nel 1953 in un episodio della serie televisiva Letter to Loretta, che aveva come protagonista Loretta Young.

## Filmografia
- The Dawn of a Tomorrow, regia di James Kirkwood (1915)
- The Old Homestead, regia di James Kirkwood (1915)
- Miss Robinson Crusoe, regia di Christy Cabanne (1917)
- The Girl Without a Soul , regia di John H. Collins (1917)
- The Land of Promise, regia di Joseph Kaufman (1917)
- The Unveiling Hand, regia di Frank Hall Crane (come Frank Crane) (1919)
- The Country Cousin, regia di Alan Crosland (1919)
- The Miracle of Money, regia di Hobart Henley (1920)
- Wings of Pride, regia di B.A. Rolfe (1920)
- Headin' Home, regia di Lawrence C. Windom (1920)
- The Inside of the Cup, regia di Albert Capellani (1921)
- The Highest Law, regia di Ralph Ince (1921)
- The Man Worthwhile, regia di Romaine Fielding (1921)
- The Case of Becky, regia di Chester M. Franklin (1921)
- The Blasphemer, regia di O.E. Goebel (1921)
- Just Around the Corner, regia di Frances Marion (1921)
- A Man's Home, regia di Ralph Ince (1921)
- Brass, regia di Sidney Franklin (1923)
- Through the Dark, regia di George W. Hill (1924)
- On the Threshold, regia di Renaud Hoffman (1925)
- Orgoglio (Proud Flesh), regia di King Vidor (1925)
- Rolling Home, regia di William A. Seiter (1926)
- The Nickel-Hopper, regia di F. Richard Jones e Hal Yates (1926)
- A Regular Scout, regia di David Kirkland (1926)
- Via Belgarbo (Quality Street), regia di Sidney Franklin (1927)
- Home Made, regia di Charles Hines  (1927)
- I signori preferiscono le bionde (Gentlemen Prefer Blondes), regia di Malcolm St. Clair (1928)
- Peggy va alla guerra (She Goes to War), regia di Henry King (1929)
- Dance Hall, regia di Melville W. Brown (1929)
- After the Fog, regia di Leander De Cordova (1929)
- The Dude Wrangler , regia di Richard Thorpe (1930)
- Dancing Sweeties, regia di Ray Enright (1930)
- Divorce Among Friends, regia di Roy Del Ruth (1930)
- Catene (Smilin' Through), regia di Sidney Franklin (1932)
- Se avessi un milione (If I Had a Million), regia di aa.vv. (1932)
- Bachelor Mother, regia di Charles Hutchison (1932)
- I due peccatori (Two Sinners), regia di Arthur Lubin (1935)
- Quei cari parenti (Danger - Love at Work), regia di Otto Preminger (1937)
- Raffles, regia di Sam Wood (1939)
- Lo strano caso del dr. Kildare (Dr. Kildare's Strange Case), regia di Harold S. Bucquet (1940)
- Segretario a mezzanotte (Take a Letter, Darling), regia di Mitchell Leisen (1942)
- Bassa marea (House by the River), regia di Fritz Lang (1950)
- Le furie del West (Three Desperate Men), regia di Sam Newfield (1951)